# اسردتس
اسردتس شهری در استان بورگاس کشور بلغارستان است که جمعیت آن در سال ۲۰۰۱ میلادی ۹٬۵۴۸ نفر بوده‌است.